# كورنيليس باس
كورنيليس باس (بالهولندية: Cornelis Bas)‏ هو عالم نبات هولندي، ولد في 1928 في روتردام في هولندا، وتوفي في 10 فبراير 2013.